# Xã Mansfield, Quận Freeborn, Minnesota
Xã Mansfield (tiếng Anh: Mansfield Township) là một xã thuộc quận Freeborn, tiểu bang Minnesota, Hoa Kỳ. Năm 2010, dân số của xã này là 237 người.